# Эшен (кантон)

Кантон Эшен в составе округа

Эшен (фр. Heuchin) — упраздненный кантон во Франции, регион Нор-Па-де-Кале, департамент Па-де-Кале. Входил в состав округа Аррас.
В состав кантона входили коммуны (население по данным Национального института статистики за 2008 г.):
- Анвен (818 чел.)
- Байэль-ле-Перн (358 чел.)
- Бергенез (217 чел.)
- Буаяваль (132 чел.)
- Бур (561 чел.)
- Валюон (561 чел.)
- Контевиль-ан-Тернуа (81 чел.)
- Лисбур (561 чел.)
- Марес (266 чел.)
- Монши-Кайо (284 чел.)
- Недон (160 чел.)
- Недоншель (240 чел.)
- Омерваль (191 чел.)
- Перн (1 646 чел.)
- Предефен (187 чел.)
- Пресси (283 чел.)
- Сашен (266 чел.)
- Сен-ле-Перн (257 чел.)
- Тангри (244 чел.)
- Тенер (274 чел.)
- Тийи-Капель (163 чел.)
- Флёри (106 чел.)
- Флоренгем (840 чел.)
- Фонтен-ле-Булан (87 чел.)
- Фонтен-ле-Эрман (105 чел.)
- Фьеф (382 чел.)
- Экирр (55 чел.)
- Эпс (257 чел.)
- Эрен (193 чел.)
- Эстрю (233 чел.)
- Эшен (555 чел.)
- Юклье (116 чел.)

## Экономика
Структура занятости населения:
- сельское хозяйство — 14,0 %
- промышленность — 10,5 %
- строительство — 13,7 %
- торговля, транспорт и сфера услуг — 24,9 %
- государственные и муниципальные службы — 37,0 %

## Политика
На президентских выборах 2012 г. жители кантона отдали Николя Саркози в 1-м туре 28,3 % голосов против 25,2 % у Марин Ле Пен  и 24,8 % у Франсуа Олланда, во 2-м туре в кантоне победил Саркози, получивший 52,9 % голосов (2007 г. 1 тур: Саркози — 29,6 %, Сеголен Руаяль — 22,3 %; 2 тур: Саркози — 54,8 %). На выборах в Национальное собрание в 2012 г. по 6-му избирательному округу департамента Па-де-Кале в 1-м туре они поддержали кандидата левых сил, члена Социалистической партии Брижитт Бургиньон, набравшую 31,3 % голосов, но во 2-м туре в кантоне победил кандидат правого Союза за народное движение Фредерик Вашё, получивший 50,6 % голосов. (2007 г. 3-й округ. Жан-Клод Леруа (СП): 1 тур — 39,4 %, 2 тур — 53,5 %). На региональных выборах 2010 года в 1-м туре победил список социалистов, собравший 27,3 % голосов против 21,8 % у Национального фронта и 18,4 % у списка «правых». Во 2-м туре единый «левый список» с участием социалистов, коммунистов и «зелёных» во главе с Президентом регионального совета Нор-Па-де-Кале Даниэлем Першероном получил 44,0 % голосов, «правый» список во главе с сенатором Валери Летар занял второе место с 29,4 %, а Национальный фронт Марин Ле Пен с 26,6 % финишировал третьим.
|  | Кандидат        | Партия                  | % голосов |
|  | --------------- | ----------------------- | --------- |
|  | Жан-Мари Оливье | Социалистическая партия | 51,90     |
|  | Оливье Дельб    | Правые партии           | 48,10     |